# 阿巴亚拉
阿巴亚拉是巴西塞阿拉州的一个市镇。总面积179.906平方公里，总人口10211人，人口密度56.8人/平方公里。